# Francesco Albani (politico)
Francesco Albani (Bergamo, 1473 – Bergamo, 1535) è stato un politico e diplomatico italiano. Ebbe un ruolo importante nella delicata situazione politica di Bergamo nei primi anni del XVI secolo.

## Biografia
Francesco Albani, figlio di Domenico, fu un nobile, che ebbe un ruolo importante nella storia di Bergamo nei primi anni del XVI secolo, prima del Trattato di Noyon del 1516.
Francesco era di figlio di Domenico, della famiglia Albani originaria di Albano Sant'Alessandro, e aveva sposato nel 1498 Caterina Pecci (1489-1509) dalla quale aveva avuto quattro figliː Maddalena, Ludovica, Gianbattista, e Giovanni Gerolamo che diventerà cardinale.
Nei primi anni del 1500 faceva parte del Maggior Consiglio cittadino diventando il rappresentante nella Guerra della Lega di Cambrai, della città con le diverse potenze presenti, ottenendo, grazie alla sua dedizione e alle capacità diplomatiche, il titolo di Pater Patriae. Dopo la battaglia di Agnadello, si recò, come rappresentante, a Caravaggio alla presenza del re di Francia Luigi XII offrendo, con altri nobili cittadini, la riconoscenza della città, mettendo a disposizione la propria casa al nuovo podestà Antonio Maria Pallavicini.
Bergamo stava vivendo un periodo interno molto difficile, se i secoli precedenti vedevano le famiglie divise tra guelfi e ghibellini, i primi anni del XVI secolo, le famiglie erano divise tra i sostenitori della Repubblica Veneta, come i Colleoni e gli abitanti delle valli, e quelli favorevoli agli spagnoli e francesi che premevano sul confine milanese. L'Albani nel 1512, con Soccino Secco, Luca Brembati e Trussardo da Calepio II, organizzò la difesa della città dai veneziani presentando come ambasciatore, la resa cittadina ai francesi e agli spagnoli, venendo incaricato di organizzare un governo cittadino con la consegna fiduciaria delle chiavi della città nel settembre del 1515 da parte degli spagnoli dopo la battaglia di Marignano. Dopo il 1516, con la pace di Noyon, Bergamo tornò ad essere governata dai veneziani e ad avere un periodo di pace. L'Albani nel 1517 tornò a far parte del consiglio cittadino.
Malgrado le sue cariche pubbliche, si trovò coinvolto in una complicata faida famigliare. Francesco era nipote di Gerosolamitano Giacomo Albani, nobile bergamasco, che non avendo avuto figli dalla moglie Grata Colombi, era riuscito a legittimare due figli avuti da un rapporto extraconiugale da un certo Bartolomeo Brembati, che essendo elevato a rango di conte palatino, per passaggio ereditario, aveva il potere di legittimare i figli nati illegittimi. Questo rese l'eredità di Francesco e del fratello Nicola inferiore a quanto si era prospettato, anche se lo zio aveva previsto questa difformità e aveva lasciato loro un'eredità di ventimila lire imperiali. La moglie di Francesco, Caterina Pecci (1489-1509 circa) della famiglia Pecchio, aveva però contratto con lo zio un debito di quarantamila lire imperiali, debito che Francesco non riusciva ad assolvere. Quando Gerolamitano Giacomo Albani nel 1503, fu ucciso, venne incolpata la Pecchio che processata a Venezia fu prosciolta per non aver commesso il fatto. Questi eventi portarono a una tragica conclusione. Anche se la figlia Maddalena andò sposa a Francesco Ottaviano Brembati, la controversia tra le famiglie continuò fino all'omicidio di Achille Brembrati nel 1565 per opera dei nipoti di Francesco e figli di Giovanni Gerolamo Albani.
Dell'Albani ci rimane il ritratto opera di Giovanni Cariani, eseguito nel 1520, nonché il dipinto Gentiluomini e cortigiane sempre del Cariani eseguito nel 1519.